# Cisticola rufus
Cisticola rufus е вид птица от семейство Cisticolidae.

## Разпространение
Видът е разпространен в Буркина Фасо, Камерун, Централноафриканската република, Чад, Гамбия, Гана, Гвинея, Мали, Нигерия, Сенегал, Сиера Леоне и Того.